# Богомолово (Лысковский район)
Богомолово — деревня в Лысковском районе Нижегородской области, входит в состав Кириковского сельсовета.

## География
Деревня расположена на правобережье Волги, в 84 км к востоку от Нижнего Новгорода и в 11 км от Лысково. Богомолово находится в 2 км от берега Волги. С запада к деревне примыкает село Окинино. Другие близлежащие населённые пункты — Черемиска и Юркино.

## Население
| 2002 | 2010 |
| ---- | ---- |
| 158  | ↘156 |

В основном, коренное население представлено стариками: молодежь массово уезжает в райцентр на работу. Летом, в курортную пору, Богомолово — одна из самых оживленных деревень Лысковского района.

## Инфраструктура
По состоянию на 2013 год в Богомолово около 150 домов. Имеются магазин, работающий 7 дней в неделю
Улицы деревни: в деревне единственная улица – улица Приволжская.

## Транспорт
Деревня связана автобусным сообщением с Лысково. Автобус ходит в среду и в воскресенье утром и вечером.